# Wilfried Joest
Wilfried Joest (* 3. April 1914 in Karlsruhe; † 31. Dezember 1995 in Erlangen) war von 1953 bis 1956 Professor für Systematische Theologie in Neuendettelsau an der Augustana-Hochschule und von 1956 bis 1981 an der Universität Erlangen-Nürnberg.
An der Universität Erlangen-Nürnberg war er Lehrstuhlnachfolger von Paul Althaus. 
Von zentraler Bedeutung war für Joest die Theologie Martin Luthers, über die er einige Studien verfasst und die auch seine eigene Theologie maßgeblich beeinflusst hatte. Daneben war ihm die klare Darstellung und die philosophische Redlichkeit des christlichen Glaubens ein großes Anliegen. Neben Gerhard Ebeling ist vor allem Joest die Etablierung der Fundamentaltheologie als Unterdisziplin der protestantischen Dogmatik zu verdanken, was bis dahin explizit nur in der katholischen Theologie der Fall war. Joest war vierzig Jahre (1955 bis 1995) Mitherausgeber von Kerygma und Dogma (Zeitschrift für theologische Forschung und kirchliche Lehre), einer Zeitschrift, die der  Theologie der Vereinigten Evangelisch-Lutherischen Kirche Deutschlands nahesteht.
Zu seinen Schülern gehören Karl-Friedrich Haag und Joachim Track.

## Werke (Auswahl)
- Dogmatik. Vandenhoeck & Ruprecht,  
  - 1. Die Wirklichkeit Gottes. 19964, ISBN 3-525-03259-5.
  - 2. Der Weg Gottes mit dem Menschen. 19964, ISBN 3-525-03264-1.
- Der Friede Gottes und der Friede auf Erden. Zur theologischen Grundlegung der Friedensethik. Neukirchener Verlag, Neukirchen-Vluyn 1990, ISBN 3-7887-1336-4.
- Fundamentaltheologie. Theologische Grundlagen- und Methodenprobleme. Kohlhammer, Stuttgart 19883, ISBN 3-17-010451-9 (Theologische Wissenschaft; 11).
- Gesetz und Freiheit. Das Problem des tertius usus legis bei Luther und die neutestamentliche Parainese. Vandenhoeck & Ruprecht, Göttingen 19684.
- Ontologie der Person bei Luther. Vandenhoeck & Ruprecht, Göttingen 1967.